# Hum Bistrički
Hum Bistrički – wieś w Chorwacji, w żupanii krapińsko-zagorskiej, w gminie Marija Bistrica. W 2011 roku liczyła 441 mieszkańców.